# Campeonato Africano das Nações de 2023
O Campeonato Africano das Nações (português angolano), Taça das Nações Africanas (português europeu) ou Copa Africana de Nações (português brasileiro) de 2023 foi a 34ª edição do torneio organizado pela Confederação Africana de Futebol (CAF). A fase final dessa edição ocorre na Costa do Marfim pela segunda vez, após a edição de 1984.
Em 3 de julho de 2022, foi confirmado pela CAF de que a competição, inicialmente planejada para ocorrer entre junho e julho de 2023, foi adiada e sua realização passou a ocorrer entre 13 de janeiro e 11 de fevereiro de 2024 devido à preocupações climáticas durante o verão na Costa do Marfim.
A Costa do Marfim se sagrou campeão após derrotar a também favorita Nigéria por 2–1 de virada no tempo normal e conquistando seu terceiro título da Copa Africana das Nações.

## Escolha do anfitrião
Em 20 de setembro de 2014, as organizações das edições de 2019, 2021 e 2023 foram concedidas a Camarões, Costa do Marfim e Guiné, respectivamente. No entanto, com a retirada de Camarões em virtude do não cumprimento de algumas condições de conformidade estabelecidas pela confederação e do interesse de ambas as partes em um nova parceria, as participações dos três países foram adiadas para as edições de 2021, 2023 e 2025, respectivamente. Após reunião com o presidente marfinense, Alassane Ouattara, em Abidjã em 30 de janeiro de 2019, o presidente da CAF à época, Ahmad Ahmad, confirmou a mudança do cronograma.

## Sedes oficiais
| Abidjã Bouaké Korhogo San-Pédro Iamussucro | Abidjã                       | Abidjã                         | Bouaké                      |
| ------------------------------------------ | ---------------------------- | ------------------------------ | --------------------------- |
| Abidjã Bouaké Korhogo San-Pédro Iamussucro | Estádio Olímpico de Ebimpé   | Estádio Félix Houphouët-Boigny | Estádio da Paz de Bouaké    |
| Abidjã Bouaké Korhogo San-Pédro Iamussucro | Capacidade: 60 012           | Capacidade: 33 000             | Capacidade: 40 000          |
| Abidjã Bouaké Korhogo San-Pédro Iamussucro |                              |                                |                             |
| Abidjã Bouaké Korhogo San-Pédro Iamussucro | Korhogo                      | San-Pédro                      | Iamussucro                  |
| Abidjã Bouaké Korhogo San-Pédro Iamussucro | Estádio Amadou Gon Coulibaly | Estádio Laurent Pokou          | Estádio Charles Konan Banny |
| Abidjã Bouaké Korhogo San-Pédro Iamussucro | Capacidade: 20 000           | Capacidade: 20 000             | Capacidade: 20 000          |
| Abidjã Bouaké Korhogo San-Pédro Iamussucro |                              |                                |                             |

## Mascote
A comissão organizadora do Campeonato Africano das Nações de 2023 revelou a competição; "Akwaba", que significa "Bem-vindo" em Língua baoulé. É um elefante, símbolo animal da Costa do Marfim. Seu kit tem semelhanças com as cores da casa da Costa do Marfim.

## Eliminatórias

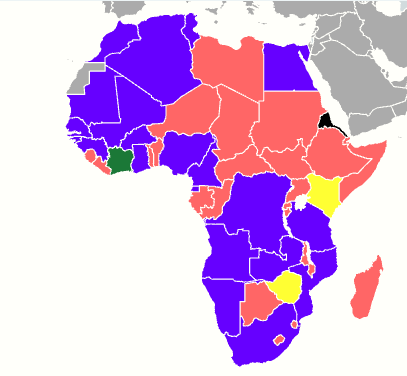
Anfitrião
Qualificado
Não se classificou
Desistiu ou não entrou
Suspenso
Não afiliado à CAF

| País             | Classificado como   | Data da classificação  | Participação | Melhor resultado                                  |
| ---------------- | ------------------- | ---------------------- | ------------ | ------------------------------------------------- |
| Costa do Marfim  | Anfitrião           | 8 de janeiro de 2019   | 25ª          | Campeã (1992, 2015)                               |
| Marrocos         | Vencedor do Grupo K | 24 de março de 2023    | 19ª          | Campeã (1976)                                     |
| Argélia          | Grupo F             | 27 de março de 2023    | 20ª          | Campeã (1990, 2019)                               |
| África do Sul    | Grupo K             | 28 de março de 2023    | 11ª          | Campeã (1996)                                     |
| Senegal          | Vencedor do Grupo L | 28 de março de 2023    | 17ª          | Campeã (2021)                                     |
| Burquina Fasso   | Grupo B             | 28 de março de 2023    | 13ª          | 2º lugar (2013)                                   |
| Tunísia          | Grupo J             | 28 de março de 2023    | 21ª          | Campeã (2004)                                     |
| Egito            | Vencedor do Grupo D | 14 de junho de 2023    | 26ª          | Campeã (1957, 1959, 1986, 1998, 2006, 2008, 2010) |
| Zâmbia           | Grupo H             | 18 de junho de 2023    | 21ª          | Campeã (2012)                                     |
| Guiné Equatorial | Grupo J             | 17 de junho de 2023    | 4ª           | 4º lugar (2015)                                   |
| Nigéria          | Grupo A             | 18 de junho de 2023    | 20ª          | Campeã (1980, 1994, 2013)                         |
| Guiné-Bissau     | Grupo A             | 18 de junho de 2023    | 4ª           | Grupos (2017, 2019, 2021)                         |
| Cabo Verde       | Grupo B             | 18 de junho de 2023    | 4ª           | Quartas (2013)                                    |
| Mali             | Vencedor do Grupo G | 18 de junho de 2023    | 13ª          | 2º lugar (1972)                                   |
| Guiné            | Grupo D             | 18 de junho de 2023    | 14ª          | 2º lugar (1976)                                   |
| Gana             | Vencedor do Grupo E | 7 de setembro de 2023  | 23ª          | Campeã (1963, 1965, 1978, 1982)                   |
| Angola           | Grupo E             | 7 de setembro de 2023  | 8ª           | Quartas (2008, 2010)                              |
| Tanzânia         | Grupo F             | 7 de setembro de 2023  | 2ª           | Grupos (1980, 2019)                               |
| Moçambique       | Grupo L             | 9 de setembro de 2023  | 4ª           | Grupos (1986, 1996), (1998, 2010)                 |
| RD Congo         | Vencedor do Grupo I | 9 de setembro de 2023  | 19ª          | Campeã (1968, 1974)                               |
| Mauritânia       | Grupo I             | 9 de setembro de 2023  | 3ª           | Grupos (2019, 2021)                               |
| Gâmbia           | Grupo G             | 10 de setembro de 2023 | 2ª           | Quartas (2021)                                    |
| Camarões         | Vencedor do Grupo C | 12 de setembro de 2023 | 21ª          | Campeã (1984, 1988, 2000, 2002, 2017)             |
| Namíbia          | Grupo C             | 12 de setembro de 2023 | 4ª           | Grupos(1998, 2008, 2019)                          |

## Equipe de arbitragem
Em 12 de setembro de 2023, um total de 32 árbitros, 33 assistentes, quatro Árbitro assistente de vídeo (VAR) e seis instrutores técnicos e físicos foram selecionados para o curso preparatório antes do torneio.

### Árbitros
- Mustapha Ghorbal
- Peter Waweru
- Bamlak Tessema Weyesa
- Jean-Jacques Ndala Ngambo
- Amin Omar
- Dahane Beida
- Samir Guezzaz
- Boubou Traoré
- Abongile Tom
- Atcho Pierre
- Mahmoud Mahmood
- Alhadi Allaou Mahamat
- Issa Sy
- Mutaz Ibrahim
- Pacifique Ndabihawenimana
- Samuel Uwikunda
- Mohamed Maarouf
- Abdel Bouh
- Mebiame Tanguy
- Omar Abdulkadir Artan
- Youcef Gamouh
- Jalal Jayed
- Kalilou Ibrahim
- Sadok Selmi
- Louis Houngnandande
- Messie Nkoukou
- Milazare Patrice
- Lahlou Benbraham
- Guirat Haithem
- Daniel Laryea
- Mahmoud El Banna
- Ahmed Heerelal

### Árbitros assistentes
- Abbes Zerhouni
- Mokrane Gourari
- Ahmed Ibrahim
- Mahmoud Abouregal
- Azgaou Lahsen
- Mostafa Akarkad
- Emiliano Dos Santos
- Lopes Oliveira
- Djibril Camara
- Nouha Bangoura
- Ngoh Hermann
- Nouho Ouattara
- Zakhele Siwela
- Elvis Noupue
- Sourou Phatsoane
- Arsenio Maringule
- Ibrahim Mohamed
- Hassani Khalil
- Gilbert Cheriot
- Amsaed Essa
- Tiama Seydou
- Amaldin Souleimane
- Liban Abdoulrazack
- Ditsoga Marlene
- Dos Abdelmiro
- Kwasi Brobbey
- Ayimavo Eric
- Yiembe Stephen
- Dimbiniaina Andriatianarivelo
- Ahonto Koffi
- Steven Moutsassi
- Modibe Samake
- Zakaria Brinsi

### Árbitro assistente de vídeo (VAR)
- Mahmoud Ashour
- Maria Rivet
- Akhona Makalima

### Instrutores técnicos e físicos
- Mike Van Der Roest (FIFA)
- Malang Diedhou
- Mohammed Guezzaz
- Felix Tangawarima
- Jean Birumushahu
- Yeo Songuifolo

## Sorteio
O sorteio final foi realizado no Parc des Expositions d'Abidjan em Abidjan em 12 de outubro de 2023. O evento foi organizado pelo músico senegalês-americano Akon, enquanto o sorteio foi conduzido por ex-futebolistas africanos Didier Drogba e Mikel John Obi, ao lado dos atuais internacionais Sadio Mané e Achraf Hakimi. As 24 seleções foram divididas em seis grupos de quatro cada, com os quatro potes iniciais determinados com base no sorteio de setembro de 2023 Ranking Mundial da FIFA (mostrado entre parênteses), listado abaixo. A Costa do Marfim recebeu automaticamente a primeira colocação e foi designada para a posição A1 no sorteio como anfitriã.
| Pote 1 | Pote 2                                                                           | Pote 3                                                                                          | Pote 4                                                                                     |
| --- | -------------------------------------------------------------------------------- | ----------------------------------------------------------------------------------------------- | ------------------------------------------------------------------------------------------ |
| Costa do Marfim (50) (anfitrião) Marrocos (13) Senegal (20) (detentores de títulos) Tunísia (29) Argélia Egito (35) | Nigéria (40) Camarões (41) Mali (49) Burquina Fasso (58) Gana (60) RD Congo (64) | África do Sul (65) Cabo Verde (71) Guiné (81) Zâmbia (82) Guiné Equatorial (92) Mauritânia (99) | Guiné-Bissau (106) Moçambique (113) Namíbia (114) Angola (117) Gâmbia (118) Tanzânia (122) |

## Cerimônia de abertura
A cerimónia de inauguração do estádio começou pelas 17:25h com a montagem dos grupos de animação e as atividades culturais que se prolongaram até às 20h. Convidados e dirigentes foram preparados até o início da partida de abertura, às 20h. Entre os convidados estavam membros da Confederação Africana de Futebol (CAF), membros do corpo diplomático, presidentes de instituições legislativas e judiciais, membros do governo, incluindo o presidente da COCAN 2023 e os presidentes da CAF e da FIFA.

## Fase de grupos
Os dois primeiros colocados de cada grupo e os quatro melhores terceiros colocados avançam para as oitavas de final.

### Critérios de desempate
As equipes são classificadas de acordo com pontos ganhos (3 pontos por vitória, 1 ponto por empate, 0 pontos por derrota), e se duas equipes estiverem empatadas em pontos, os seguintes critérios de desempate são aplicado, na ordem dada, para determinar as classificações (artigo 74 do Regulamento):
1. Pontos em confrontos diretos entre as duas equipes empatadas; (74.1.1)
2. Diferença de gols em todas as partidas do grupo; (74.1.2)
3. Gols marcados em todos os jogos da fase de grupos; (74.1.3)
4. Sorteio. (74.1.4)

Se mais de duas equipes estiverem empatadas, os seguintes critérios serão aplicados: 
1. Pontos em partidas entre as equipes empatadas; (74.2.1)
2. Diferença de gols em partidas entre as equipes empatadas; (74.2.2)
3. Gols marcados em partidas entre as equipes empatadas; (74.2.3)
4. Se após a aplicação de todos os critérios acima (74.2.1 a 74.2.3), duas equipes ainda estiverem empatadas, todos os critérios de confronto direto acima foram aplicados exclusivamente a essas duas equipes; Se isso não resolver o empate, serão aplicados os próximos três critérios; (74.2.4)
5. Saldo de gols em todas as partidas do grupo; (74.2.5)
6. Gols marcados em todos os jogos da fase de grupos; (74.2.6)
7. Sorteio. (74.2.7)

### Grupo A
| Pos | Equipe              | Pts | J | V | E | D | GP | GC | SG | Classificado         |
| --- | ------------------- | --- | - | - | - | - | -- | -- | -- | -------------------- |
| 1   | Guiné Equatorial    | 7   | 3 | 2 | 1 | 0 | 9  | 3  | +6 | Avançar à fase final |
| 2   | Nigéria             | 7   | 3 | 2 | 1 | 0 | 3  | 1  | +2 | Avançar à fase final |
| 3   | Costa do Marfim (H) | 3   | 3 | 1 | 0 | 2 | 2  | 5  | −3 | Avançar à fase final |
| 4   | Guiné-Bissau        | 0   | 3 | 0 | 0 | 3 | 2  | 7  | −5 | Eliminado            |

1. 1 2  Empatado em pontos de confronto direto. Saldo geral de gols: Guiné Equatorial +6, Nigéria +2

| 13 de janeiro de 2024 | Costa do Marfim        | 2 – 0     | Guiné-Bissau | Estádio Olímpico de Ebimpé, Abidjã     |
| 20:00 (UTC+0)         | Fofana 4' · Krasso 58' | Relatório |              | Público: 56 858 Árbitro: EGY Amin Omar |

| 14 de janeiro de 2024 | Nigéria     | 1 – 1     | Guiné Equatorial | Estádio Olímpico de Ebimpé, Abidjã       |
| 14:00 (UTC+0)         | Osimhen 38' | Relatório | Salvador 36'     | Público: 8 500 Árbitro: RSA Abongile Tom |

| 18 de janeiro de 2024 | Guiné Equatorial                 | 4 – 2     | Guiné-Bissau                       | Estádio Olímpico de Ebimpé, Abidjã           |
| 14:00 (UTC+0)         | Nsue 21', 51', 61' · Miranda 46' | Relatório | Obiang 37' (g.c.) · Zé Turbo 90+3' | Público: 13 888 Árbitro: RWA Samuel Uwikunda |

| 18 de janeiro de 2024 | Costa do Marfim | 0 – 1     | Nigéria                | Estádio Olímpico de Ebimpé, Abidjã            |
| 17:00 (UTC+0)         |                 | Relatório | Troost-Ekong 55' (pen) | Público: 49 517 Árbitro: ALG Mustapha Ghorbal |

| 22 de janeiro de 2024 | Guiné Equatorial                      | 4 – 0     | Costa do Marfim | Estádio Olímpico de Ebimpé, Abidjã          |
| 17:00 (UTC+0)         | Nsue 42', 75' · Ganet 73' · Buyla 88' | Relatório |                 | Público: 42 550 Árbitro: SUD Mahmood Ismail |

| 22 de janeiro de 2024 | Guiné-Bissau | 0 – 1     | Nigéria            | Estádio Félix Houphouët-Boigny, Abidjã        |
| 17:00 (UTC+0)         |              | Relatório | Sangante 36' (g.c) | Público: 15 650 Árbitro: MAR Bouchra Karboubi |

### Grupo B
| Pos | Equipe     | Pts | J | V | E | D | GP | GC | SG | Classificado         |
| --- | ---------- | --- | - | - | - | - | -- | -- | -- | -------------------- |
| 1   | Cabo Verde | 7   | 3 | 2 | 1 | 0 | 7  | 3  | +4 | Avançar à fase final |
| 2   | Egito      | 3   | 3 | 0 | 3 | 0 | 6  | 6  | 0  | Avançar à fase final |
| 3   | Gana       | 2   | 3 | 0 | 2 | 1 | 5  | 6  | −1 | Eliminado            |
| 4   | Moçambique | 2   | 3 | 0 | 2 | 1 | 4  | 7  | −3 | Eliminado            |

1. 1 2  Empatados em pontos de confronto direto. Saldo geral de gols: Gana −1, Moçambique −3

| 14 de janeiro de 2024 | Egito                          | 2 – 2     | Moçambique            | Estádio Félix Houphouët-Boigny, Abidjã    |
| 17:00 (UTC+0)         | Mohamed 2' · Salah 90+7' (pen) | Relatório | Witi 55' · Baúque 58' | Público: 11 943 Árbitro: MRT Dahane Beida |

| 14 de janeiro de 2024 | Gana      | 1 – 2     | Cabo Verde                     | Estádio Félix Houphouët-Boigny, Abidjã                 |
| 20:00 (UTC+0)         | Djiku 56' | Relatório | Monteiro 17' · Rodrigues 90+2' | Público: 11 933 Árbitro: COD Jean-Jacques Ndala Ngambo |

| 18 de janeiro de 2024 | Egito                      | 2 – 2     | Gana             | Estádio Félix Houphouët-Boigny, Abidjã    |
| 20:00 (UTC+0)         | Marmoush 69' · Mohamed 74' | Relatório | Kudus 45+3', 71' | Público: 20 808 Árbitro: GAB Pierre Atcho |

| 19 de janeiro de 2024 | Cabo Verde                       | 3 – 0     | Moçambique | Estádio Félix Houphouët-Boigny, Abidjã    |
| 14:00 (UTC+0)         | Bebé 32' · Mendes 51' · Pina 69' | Relatório |            | Público: 5 794 Árbitro: MAR Samir Guezzaz |

| 22 de janeiro de 2024 | Moçambique                         | 2 – 2     | Gana                 | Estádio Olímpico de Ebimpé, Abidjã        |
| 20:00 (UTC+0)         | Catamo 90+1' (pen) · Mandava 90+4' | Relatório | Ayew 15' (pen), pen' | Público: 6 000 Árbitro: LBY Ibrahim Mutaz |

| 22 de janeiro de 2024 | Cabo Verde                     | 2 – 2     | Egito                         | Estádio Félix Houphouët-Boigny, Abidjã             |
| 20:00 (UTC+0)         | Tavares 45+1' · Teixeira 90+9' | Relatório | Trézéguet 50' · Mohamed 90+3' | Público: 15 650 Árbitro: CHA Alhadi Allaou Mahamat |

### Grupo C
| Pos | Equipe   | Pts | J | V | E | D | GP | GC | SG | Classificado         |
| --- | -------- | --- | - | - | - | - | -- | -- | -- | -------------------- |
| 1   | Senegal  | 9   | 3 | 3 | 0 | 0 | 8  | 1  | +7 | Avançar à fase final |
| 2   | Camarões | 4   | 3 | 1 | 1 | 1 | 5  | 6  | −1 | Avançar à fase final |
| 3   | Guiné    | 4   | 3 | 1 | 1 | 1 | 2  | 3  | −1 | Avançar à fase final |
| 4   | Gâmbia   | 1   | 3 | 0 | 1 | 2 | 2  | 7  | −5 | Eliminado            |

1. 1 2  Empatado em pontos de confronto direto e diferença geral de gols. Total de gols marcados: Camarões 5, Guiné 2

| 15 de janeiro de 2024 | Senegal                       | 3 – 0     | Gâmbia | Estádio de Iamussucro, Iamussucro          |
| 14:00 (UTC+0)         | P. Gueye 4' · Camara 52', 86' | Relatório |        | Público: 7 896 Árbitro: MAR Redouane Jiyed |

| 15 de janeiro de 2024 | Camarões  | 1 – 1     | Guiné    | Estádio de Iamussucro, Iamussucro          |
| 17:00 (UTC+0)         | Magri 51' | Relatório | Bayo 10' | Público: 11 271 Árbitro: LBY Ibrahim Mutaz |

| 19 de janeiro de 2024 | Senegal                            | 3 – 1     | Camarões        | Estádio de Iamussucro, Iamussucro               |
| 17:00 (UTC+0)         | Sarr 16' · Diallo 71' · Mané 90+5' | Relatório | Castelletto 83' | Público: 19 176 Árbitro: SDN Mahmood Ali Ismail |

| 19 de janeiro de 2024 | Guiné       | 1 – 0     | Gâmbia | Estádio de Iamussucro, Iamussucro       |
| 20:00 (UTC+0)         | Aguibou 69' | Relatório |        | Público: 19 822 Árbitro: MTN Abdel Bouh |

| 23 de janeiro de 2024 | Guiné | 0 – 2     | Senegal               | Estádio de Iamussucro, Iamussucro                      |
| 17:00 (UTC+0)         |       | Relatório | Seck 61' · Ndiaye 90' | Público: 15 753 Árbitro: BDI Pacifique Ndabihawenimana |

| 23 de janeiro de 2024 | Gâmbia                  | 2 – 3     | Camarões                                   | Estádio da Paz de Bouaké, Bouaké                   |
| 17:00 (UTC+0)         | Jallow 72' · Colley 85' | Relatório | Ekambi 56' · Gomez 87' (g.c.) · Wooh 90+1' | Público: 24 172 Árbitro: ETH Bamlak Tessema Weyesa |

### Grupo D
| Pos | Equipe         | Pts | J | V | E | D | GP | GC | SG | Classificado         |
| --- | -------------- | --- | - | - | - | - | -- | -- | -- | -------------------- |
| 1   | Angola         | 7   | 3 | 2 | 1 | 0 | 6  | 3  | +3 | Avançar à fase final |
| 2   | Burquina Fasso | 4   | 3 | 1 | 1 | 1 | 3  | 4  | −1 | Avançar à fase final |
| 3   | Mauritânia     | 3   | 3 | 1 | 0 | 2 | 3  | 4  | −1 | Avançar à fase final |
| 4   | Argélia        | 2   | 3 | 0 | 2 | 1 | 3  | 4  | −1 | Eliminado            |

| 15 de janeiro de 2024 | Argélia       | 1 – 1     | Angola             | Estádio da Paz de Bouaké, Bouaké     |
| 20:00 (UTC+0)         | Bounedjah 18' | Relatório | Mabululu 68' (pen) | Público: 19 740 Árbitro: SEN Issa Sy |

| 16 de janeiro de 2024 | Burquina Fasso     | 1 – 0     | Mauritânia | Estádio da Paz de Bouaké, Bouaké         |
| 14:00 (UTC+0)         | Traoré 90+6' (pen) | Relatório |            | Público: 27 898 Árbitro: MAR Jalal Jiyed |

| 20 de janeiro de 2024 | Argélia              | 2 – 2     | Burquina Fasso                  | Estádio da Paz de Bouaké, Bouaké          |
| 14:00 (UTC+0)         | Bounedjah 51', 90+5' | Relatório | Konate 45+3' · Traoré 71' (pen) | Público: 33 501 Árbitro: RSA Abongile Tom |

| 20 de janeiro de 2024 | Mauritânia            | 2 – 3     | Angola                       | Estádio da Paz de Bouaké, Bouaké             |
| 17:00 (UTC+0)         | Bouna 43' · Koita 58' | Relatório | Dala 30', 50' · Gilberto 53' | Público: 36 318 Árbitro: EGY Mohamed Maarouf |

| 23 de janeiro de 2024 | Angola                    | 2 – 0     | Burquina Fasso | Estádio de Iamussucro, Iamussucro                      |
| 20:00 (UTC+0)         | Mabululu 36' · Zini 90+2' | Relatório |                | Público: 15 753 Árbitro: COD Jean-Jacques Ndala Ngambo |

| 23 de janeiro de 2024 | Mauritânia | 1 – 0     | Argélia | Estádio da Paz de Bouaké, Bouaké                   |
| 20:00 (UTC+0)         | Yali 37'   | Relatório |         | Público: 28 010 Árbitro: SOM Omar Abdulkadir Artan |

### Grupo E
| Pos | Equipe        | Pts | J | V | E | D | GP | GC | SG | Classificado         |
| --- | ------------- | --- | - | - | - | - | -- | -- | -- | -------------------- |
| 1   | Mali          | 5   | 3 | 1 | 2 | 0 | 3  | 1  | +2 | Avançar à fase final |
| 2   | África do Sul | 4   | 3 | 1 | 1 | 1 | 4  | 2  | +2 | Avançar à fase final |
| 3   | Namíbia       | 4   | 3 | 1 | 1 | 1 | 1  | 4  | −3 | Avançar à fase final |
| 4   | Tunísia       | 2   | 3 | 0 | 2 | 1 | 1  | 2  | −1 | Eliminado            |

1. 1 2  Pontos de confronto direto: África do Sul 3, Namíbia 0

| 16 de janeiro de 2024 | Tunísia | 0 – 1     | Namíbia   | Estádio Amadou Gon Coulibaly, Korhogo              |
| 17:00 (UTC+0)         |         | Relatório | Hotto 88' | Público: 13 991 Árbitro: SOM Omar Abdulkadir Artan |

| 16 de janeiro de 2024 | Mali                         | 2 – 0     | África do Sul | Estádio Amadou Gon Coulibaly, Korhogo     |
| 20:00 (UTC+0)         | H. Traoré 60' · Sinayoko 66' | Relatório |               | Público: 16 894 Árbitro: EGY Mohamed Adel |

| 20 de janeiro de 2024 | Tunísia   | 1 – 1     | Mali         | Estádio Amadou Gon Coulibaly, Korhogo      |
| 20:00 (UTC+0)         | Rafia 20' | Relatório | Sinayoko 10' | Público: 18 130 Árbitro: GHA Daniel Laryea |

| 21 de janeiro de 2024 | África do Sul                               | 4 – 0     | Namíbia | Estádio Amadou Gon Coulibaly, Korhogo     |
| 20:00 (UTC+0)         | Tau 14' (pen) · Zwane 25', 40' · Maseko 75' | Relatório |         | Público: 9 304 Árbitro: ALG Youcef Gamouh |

| 24 de janeiro de 2024 | África do Sul | 0 – 0     | Tunísia | Estádio Amadou Gon Coulibaly, Korhogo |
| 17:00 (UTC+0)         |               | Relatório |         | Público: 12 847 Árbitro: SEN Issa Sy  |

| 24 de janeiro de 2024 | Namíbia | 0 – 0     | Mali | Estádio Laurent Pokou, San-Pédro             |
| 17:00 (UTC+0)         |         | Relatório |      | Público: 15 231 Árbitro: RWA Samuel Uwikunda |

### Grupo F
| Pos | Equipe   | Pts | J | V | E | D | GP | GC | SG | Classificado         |
| --- | -------- | --- | - | - | - | - | -- | -- | -- | -------------------- |
| 1   | Marrocos | 7   | 3 | 2 | 1 | 0 | 5  | 1  | +4 | Avançar à fase final |
| 2   | RD Congo | 3   | 3 | 0 | 3 | 0 | 2  | 2  | 0  | Avançar à fase final |
| 3   | Zâmbia   | 2   | 3 | 0 | 2 | 1 | 2  | 3  | −1 | Eliminado            |
| 4   | Tanzânia | 2   | 3 | 0 | 2 | 1 | 1  | 4  | −3 | Eliminado            |

1. 1 2  Empatados em pontos de confronto direto. Saldo geral de gols: Zâmbia −1, Tanzânia −3

| 17 de janeiro de 2024 | Marrocos                               | 3 – 0     | Tanzânia | Estádio Laurent Pokou, San-Pédro                   |
| 17:00 (UTC+0)         | Saïss 30' · Ounahi 77' · En-Nesyri 80' | Relatório |          | Público: 10 450 Árbitro: CHA Alhadj Allaou Mahamat |

| 17 de janeiro de 2024 | RD Congo  | 1 – 1     | Zâmbia     | Estádio Laurent Pokou, San-Pédro                   |
| 20:00 (UTC+0)         | Wissa 27' | Relatório | Kangwa 23' | Público: 15 478 Árbitro: ETH Bamlak Tessema Weyesa |

| 21 de janeiro de 2024 | Marrocos  | 1 – 1     | RD Congo  | Estádio Laurent Pokou, San-Pédro          |
| 14:00 (UTC+0)         | Hakimi 6' | Relatório | Silas 76' | Público: 13 342 Árbitro: KEN Peter Waweru |

| 21 de janeiro de 2024 | Zâmbia   | 1 – 1     | Tanzânia  | Estádio Laurent Pokou, San-Pédro                 |
| 17:00 (UTC+0)         | Daka 88' | Relatório | Msuva 11' | Público: 13 342 Árbitro: BEN Louis Houngnandande |

| 24 de janeiro de 2024 | Tanzânia | 0 – 0     | RD Congo | Estádio Amadou Gon Coulibaly, Korhogo  |
| 20:00 (UTC+0)         |          | Relatório |          | Público: 12 847 Árbitro: EGY Amin Omar |

| 24 de janeiro de 2024 | Zâmbia | 0 – 1     | Marrocos   | Estádio Laurent Pokou, San-Pédro                    |
| 20:00 (UTC+0)         |        | Relatório | Ziyech 37' | Público: 15 231 Árbitro: GAB Patrice Mebiame Tanguy |

### Melhores terceiros colocados
| Pos | Grp | Equipe          | Pts | J | V | E | D | GP | GC | SG | Classificado         |
| --- | --- | --------------- | --- | - | - | - | - | -- | -- | -- | -------------------- |
| 1   | C   | Guiné           | 4   | 3 | 1 | 1 | 1 | 2  | 3  | −1 | Avançar à fase final |
| 2   | E   | Namíbia         | 4   | 3 | 1 | 1 | 1 | 1  | 4  | −3 | Avançar à fase final |
| 3   | D   | Mauritânia      | 3   | 3 | 1 | 0 | 2 | 3  | 4  | −1 | Avançar à fase final |
| 4   | A   | Costa do Marfim | 3   | 3 | 1 | 0 | 2 | 2  | 5  | −3 | Avançar à fase final |
| 5   | B   | Gana            | 2   | 3 | 0 | 2 | 1 | 5  | 6  | −1 | Eliminado            |
| 6   | F   | Zâmbia          | 2   | 3 | 0 | 2 | 1 | 2  | 3  | −1 | Eliminado            |

### Seleção ideal da fase de grupos
| País                           | Jogador           | Posição          |
| ------------------------------ | ----------------- | ---------------- |
| Guiné Equatorial               | Jesús Owono       | Goleiro          |
| Senegal                        | Kalidou Koulibaly | Zagueiro         |
| Marrocos                       | Nayef Aguerd      | Zagueiro         |
| Marrocos                       | Achraf Hakimi     | Lateral direito  |
| República Democrática do Congo | Arthur Masuaku    | Lateral esquerdo |
| Marrocos                       | Sofyan Amrabat    | Meio-campo       |
| Marrocos                       | Azzedine Ounahi   | Meio-campo       |
| Senegal                        | Lamine Camara     | Meio-campo       |
| Guiné Equatorial               | Emilio Nsue       | Ala              |
| Angola                         | Gelson Dala       | Atacante         |
| Senegal                        | Ismaïla Sarr      | ponta            |

Treinador:  Aliou Cissé

## Fase final
Nas oitavas de final, os quatro terceiros colocados enfrentam os vencedores dos grupos A, B, C e D. Os confrontos específicos envolvendo os terceiros colocados dependem de quais deles se classifiquem para as oitavas de final:
| Equipes terceiras colocadas se classificam dos grupos | Equipes terceiras colocadas se classificam dos grupos | Equipes terceiras colocadas se classificam dos grupos | Equipes terceiras colocadas se classificam dos grupos | Equipes terceiras colocadas se classificam dos grupos | Equipes terceiras colocadas se classificam dos grupos |    | 1A vs | 1B vs | 1C vs | 1D vs |
| ----------------------------------------------------- | ----------------------------------------------------- | ----------------------------------------------------- | ----------------------------------------------------- | ----------------------------------------------------- | ----------------------------------------------------- | -- | ----- | ----- | ----- | ----- |
| A                                                     | B                                                     | C                                                     | D                                                     |                                                       |                                                       | 3C | 3D    | 3A    | 3B    |       |
| A                                                     | B                                                     | C                                                     |                                                       | E                                                     |                                                       | 3C | 3A    | 3B    | 3E    |       |
| A                                                     | B                                                     | C                                                     |                                                       |                                                       | F                                                     | 3C | 3A    | 3B    | 3F    |       |
| A                                                     | B                                                     |                                                       | D                                                     | E                                                     |                                                       | 3D | 3A    | 3B    | 3E    |       |
| A                                                     | B                                                     |                                                       | D                                                     |                                                       | F                                                     | 3D | 3A    | 3B    | 3F    |       |
| A                                                     | B                                                     |                                                       |                                                       | E                                                     | F                                                     | 3E | 3A    | 3B    | 3F    |       |
| A                                                     |                                                       | C                                                     | D                                                     | E                                                     |                                                       | 3C | 3D    | 3A    | 3E    |       |
| A                                                     |                                                       | C                                                     | D                                                     |                                                       | F                                                     | 3C | 3D    | 3A    | 3F    |       |
| A                                                     |                                                       | C                                                     |                                                       | E                                                     | F                                                     | 3C | 3A    | 3F    | 3E    |       |
| A                                                     |                                                       |                                                       | D                                                     | E                                                     | F                                                     | 3D | 3A    | 3F    | 3E    |       |
|                                                       | B                                                     | C                                                     | D                                                     | E                                                     |                                                       | 3C | 3D    | 3B    | 3E    |       |
|                                                       | B                                                     | C                                                     | D                                                     |                                                       | F                                                     | 3C | 3D    | 3B    | 3F    |       |
|                                                       | B                                                     | C                                                     |                                                       | E                                                     | F                                                     | 3E | 3C    | 3B    | 3F    |       |
|                                                       | B                                                     |                                                       | D                                                     | E                                                     | F                                                     | 3E | 3D    | 3B    | 3F    |       |
|                                                       |                                                       | C                                                     | D                                                     | E                                                     | F                                                     | 3C | 3D    | 3F    | 3E    |       |

### Chaveamento
|  | Oitavas de final                          | Oitavas de final                 |                                            |       | Quartas de final    | Quartas de final |                                             |                                             | Semifinais | Semifinais |  |  | Final | Final |
|  |                                           |                                  |                                            |       |                     |                  |                                             |                                             |            |            |  |  |       |       |
|  | 27 de janeiro – Abidjã (Houphouët-Boigny) |                                  |                                            |       |                     |                  |                                             |                                             |            |            |  |  |       |       |
|  |                                           |                                  |                                            |       |                     |                  |                                             |                                             |            |            |  |  |       |       |
|  | Nigéria                                   | 2                                |                                            |       |                     |                  |                                             |                                             |            |            |  |  |       |       |
|  | Nigéria                                   | 2                                | 2 de fevereiro – Abidjã (Houphouët-Boigny) |       |                     |                  |                                             |                                             |            |            |  |  |       |       |
|  | Camarões                                  | 0                                |                                            |       |                     |                  |                                             |                                             |            |            |  |  |       |       |
|  | Camarões                                  | 0                                | Nigéria                                    | 1     |                     |                  |                                             |                                             |            |            |  |  |       |       |
|  | 27 de janeiro – Bouaké                    |                                  | Nigéria                                    | 1     |                     |                  |                                             |                                             |            |            |  |  |       |       |
|  |                                           | Angola                           | 0                                          |       |                     |                  |                                             |                                             |            |            |  |  |       |       |
|  | Angola                                    | Angola                           | 0                                          | 3     |                     |                  |                                             |                                             |            |            |  |  |       |       |
|  | Angola                                    |                                  | 7 de fevereiro – Bouaké                    | 3     |                     |                  |                                             |                                             |            |            |  |  |       |       |
|  | Namíbia                                   | 0                                |                                            |       |                     |                  |                                             |                                             |            |            |  |  |       |       |
|  | Namíbia                                   | 0                                | Nigéria (pen)                              | 1 (4) |                     |                  |                                             |                                             |            |            |  |  |       |       |
|  | 29 de janeiro – Abidjã (Houphouët-Boigny) |                                  | Nigéria (pen)                              | 1 (4) |                     |                  |                                             |                                             |            |            |  |  |       |       |
|  |                                           | África do Sul                    | 1 (2)                                      |       |                     |                  |                                             |                                             |            |            |  |  |       |       |
|  | Cabo Verde                                | África do Sul                    | 1 (2)                                      | 1     |                     |                  |                                             |                                             |            |            |  |  |       |       |
|  | Cabo Verde                                | 3 de fevereiro – Iamussucro      |                                            | 1     |                     |                  |                                             |                                             |            |            |  |  |       |       |
|  | Mauritânia                                | 0                                |                                            |       |                     |                  |                                             |                                             |            |            |  |  |       |       |
|  | Mauritânia                                | 0                                | Cabo Verde                                 | 0 (1) |                     |                  |                                             |                                             |            |            |  |  |       |       |
|  | 30 de janeiro – San-Pédro                 |                                  | Cabo Verde                                 | 0 (1) |                     |                  |                                             |                                             |            |            |  |  |       |       |
|  |                                           | África do Sul (pen)              | 0 (2)                                      |       |                     |                  |                                             |                                             |            |            |  |  |       |       |
|  | Marrocos                                  | África do Sul (pen)              | 0 (2)                                      | 0     |                     |                  |                                             |                                             |            |            |  |  |       |       |
|  | Marrocos                                  |                                  | 11 de fevereiro – Abidjã (Ebimpé)          | 0     |                     |                  |                                             |                                             |            |            |  |  |       |       |
|  | África do Sul                             | 2                                |                                            |       |                     |                  |                                             |                                             |            |            |  |  |       |       |
|  | África do Sul                             | 2                                | Nigéria                                    | 1     |                     |                  |                                             |                                             |            |            |  |  |       |       |
|  | 30 de janeiro – Korhogo                   |                                  | Nigéria                                    | 1     |                     |                  |                                             |                                             |            |            |  |  |       |       |
|  |                                           | Costa do Marfim                  | 2                                          |       |                     |                  |                                             |                                             |            |            |  |  |       |       |
|  | Mali                                      | Costa do Marfim                  | 2                                          | 2     |                     |                  |                                             |                                             |            |            |  |  |       |       |
|  | Mali                                      | 3 de fevereiro – Bouaké          |                                            | 2     |                     |                  |                                             |                                             |            |            |  |  |       |       |
|  | Burquina Fasso                            | 1                                |                                            |       |                     |                  |                                             |                                             |            |            |  |  |       |       |
|  | Burquina Fasso                            | 1                                | Mali                                       | 1     |                     |                  |                                             |                                             |            |            |  |  |       |       |
|  | 29 de janeiro – Iamussucro                |                                  | Mali                                       | 1     |                     |                  |                                             |                                             |            |            |  |  |       |       |
|  |                                           | Costa do Marfim                  | 2                                          |       |                     |                  |                                             |                                             |            |            |  |  |       |       |
|  | Senegal                                   | Costa do Marfim                  | 2                                          | 1 (4) |                     |                  |                                             |                                             |            |            |  |  |       |       |
|  | Senegal                                   |                                  | 7 de fevereiro – Abidjã (Ebimpé)           | 1 (4) |                     |                  |                                             |                                             |            |            |  |  |       |       |
|  | Costa do Marfim (pen)                     | 1 (5)                            |                                            |       |                     |                  |                                             |                                             |            |            |  |  |       |       |
|  | Costa do Marfim (pen)                     | 1 (5)                            | Costa do Marfim                            | 1     |                     |                  |                                             |                                             |            |            |  |  |       |       |
|  | 28 de janeiro – San-Pédro                 |                                  | Costa do Marfim                            | 1     |                     |                  |                                             |                                             |            |            |  |  |       |       |
|  |                                           | RD Congo                         | 0                                          |       | Terceiro lugar      | Terceiro lugar   |                                             |                                             |            |            |  |  |       |       |
|  | Egito                                     | RD Congo                         | 0                                          | 1 (7) | Terceiro lugar      | Terceiro lugar   |                                             |                                             |            |            |  |  |       |       |
|  | Egito                                     | 2 de fevereiro – Abidjã (Ebimpé) | 2 de fevereiro – Abidjã (Ebimpé)           | 1 (7) |                     |                  | 10 de fevereiro – Abidjã (Houphouët-Boigny) | 10 de fevereiro – Abidjã (Houphouët-Boigny) |            |            |  |  |       |       |
|  | RD Congo (pen)                            | 2 de fevereiro – Abidjã (Ebimpé) | 2 de fevereiro – Abidjã (Ebimpé)           | 1 (8) |                     |                  | 10 de fevereiro – Abidjã (Houphouët-Boigny) | 10 de fevereiro – Abidjã (Houphouët-Boigny) |            |            |  |  |       |       |
|  | RD Congo (pen)                            | RD Congo                         | 3                                          | 1 (8) | África do Sul (pen) | 0 (6)            |                                             |                                             |            |            |  |  |       |       |
|  | 28 de janeiro – Abidjã (Ebimpé)           | RD Congo                         | 3                                          |       | África do Sul (pen) | 0 (6)            |                                             |                                             |            |            |  |  |       |       |
|  |                                           | Guiné                            | 1                                          |       | RD Congo            | 0 (5)            |                                             |                                             |            |            |  |  |       |       |
|  | Guiné Equatorial                          | Guiné                            | 1                                          | 0     | RD Congo            | 0 (5)            |                                             |                                             |            |            |  |  |       |       |
|  | Guiné Equatorial                          |                                  |                                            | 0     |                     |                  |                                             |                                             |            |            |  |  |       |       |
|  | Guiné                                     | 1                                |                                            |       |                     |                  |                                             |                                             |            |            |  |  |       |       |
|  | Guiné                                     | 1                                |                                            |       |                     |                  |                                             |                                             |            |            |  |  |       |       |

### Oitavas de final
| 27 de janeiro de 2024 | Angola                       | 3 – 0     | Namíbia | Estádio da Paz de Bouaké, Bouaké          |
| 17:00                 | Dala 38', 42' · Mabululu 66' | Relatório |         | Público: 28 663 Árbitro: MTN Dahane Beida |

| 27 de janeiro de 2024 | Nigéria          | 2 – 0     | Camarões | Estádio Félix Houphouët-Boigny, Abidjã      |
| 20:00                 | Lookman 36', 90' | Relatório |          | Público: 22 085 Árbitro: MAR Redouane Jiyed |

| 28 de janeiro de 2024 | Guiné Equatorial | 0 – 1     | Guiné      | Estádio Olímpico de Ebimpé, Abidjã                 |
| 17:00                 |                  | Relatório | Bayo 90+7' | Público: 36 340 Árbitro: SOM Omar Abdulkadir Artan |

| 28 de janeiro de 2024 | Egito               | 1 – 1 (pro) | RD Congo | Estádio Laurent Pokou, San-Pédro          |
| 20:00                 | Mohamed 45+1' (pen) | Relatório   | Elia 37' | Público: 12 342 Árbitro: RSA Abongile Tom |

|                                                                       |       | Penalidades                                                             |  |
| Abdelmonem Mohamed Marmoush Kamal Hany Hegazy Fathy Hamada Abou Gabal | 7 – 8 | Moutoussamy Masuaku Diangana Silas Tshibola Kalulu Mbemba Inonga M'Pasi |  |

| 29 de janeiro de 2024 | Cabo Verde       | 1 – 0     | Mauritânia | Estádio Félix Houphouët-Boigny, Abidjã    |
| 17:00                 | Mendes 88' (pen) | Relatório |            | Público: 16 088 Árbitro: EGY Mohamed Adel |

| 29 de janeiro de 2024 | Senegal   | 1 – 1 (pro) | Costa do Marfim  | Estádio de Iamussucro, Iamussucro         |
| 20:00                 | Diallo 4' | Relatório   | Kessié 86' (pen) | Público: 19 948 Árbitro: GAB Pierre Atcho |

|                                          |       | Penalidades                      |  |
| Koulibaly Matar Sarr Niakhaté Dieng Mané | 4 – 5 | Pépé Kouamé Haller Aurier Kessié |  |

| 30 de janeiro de 2024 | Mali                             | 2 – 1     | Burquina Fasso   | Estádio Amadou Gon Coulibaly, Korhogo      |
| 17:00                 | Tapsoba 3' (g.c.) · Sinayoko 47' | Relatório | Traoré 57' (pen) | Público: 19 184 Árbitro: LBY Ibrahim Mutaz |

| 30 de janeiro de 2024 | Marrocos | 0 – 2     | África do Sul               | Estádio Laurent Pokou, San-Pédro            |
| 20:00                 |          | Relatório | Makgopa 57' · Mokoena 90+5' | Público: 19 078 Árbitro: SDN Mahmood Ismail |

### Quartas de final
| 2 de fevereiro de 2024 | Nigéria     | 1 – 0     | Angola | Estádio Olímpico de Ebimpé, Abidjã   |
| 17:00                  | Lookman 41' | Relatório |        | Público: 18 757 Árbitro: SEN Issa Sy |

| 2 de fevereiro de 2024 | RD Congo                                   | 3 – 1     | Guiné          | Estádio Félix Houphouët-Boigny, Abidjã        |
| 20:00                  | Mbemba 27' · Wissa 65' (pen) · Masuaku 82' | Relatório | Bayo 20' (pen) | Público: 33 278 Árbitro: ALG Mustapha Ghorbal |

| 3 de fevereiro de 2024 | Mali         | 1 – 2 (pro) | Costa do Marfim              | Estádio da Paz de Bouaké, Bouaké          |
| 17:00                  | Dorgeles 71' | Relatório   | Adingra 90' · Diakité 120+2' | Público: 39 836 Árbitro: EGY Mohamed Adel |

| 3 de fevereiro de 2024 | Cabo Verde | 0 – 0 (pro) | África do Sul | Estádio de Iamussucro, Iamussucro                      |
| 20:00                  |            | Relatório   |               | Público: 12 162 Árbitro: COD Jean-Jacques Ndala Ngambo |

|                                     |       | Penalidades                 |  |
| Bebé Semedo Duarte Teixeira Andrade | 1 – 2 | Mokoena Lepasa Modiba Mvala |  |

### Semifinais
| 7 de fevereiro de 2024 | Nigéria                | 1 – 1 (pro) | África do Sul     | Estádio da Paz de Bouaké, Bouaké       |
| 17:00                  | Troost-Ekong 67' (pen) | Relatório   | Mokoena 90' (pen) | Público: 31 227 Árbitro: EGY Amin Omar |

|                                          |       | Penalidades                     |  |
| Moffi Omeruo Aina Troost-Elong Iheanacho | 4 – 2 | Mokoena Mayambela Makgopa Mvala |  |

| 7 de fevereiro de 2024 | Costa do Marfim | 1 – 0     | RD Congo | Estádio Olímpico de Ebimpé, Abidjã         |
| 20:00                  | Haller 65'      | Relatório |          | Público: 51 020 Árbitro: LBY Ibrahim Mutaz |

### Disputa pelo terceiro lugar
| 10 de fevereiro de 2024 | África do Sul | 0 – 0 (pro) | RD Congo | Estádio Félix Houphouët-Boigny, Abidjã |
| 20:00                   |               | Relatório   |          | Árbitro: ETH Bamlak Tessema Weyesa     |

|                                                   |       | Penalidades                                              |  |
| Mokoena Sibisi Monare Modiba Lepasa Appollis Xulu | 6 – 5 | Moutoussamy Mfulu Bakambu Kayembe Ditu Mbemba Wissa Elia |  |

### Final
| 11 de fevereiro de 2024 | Nigéria          | 1 – 2     | Costa do Marfim         | Estádio Olímpico de Ebimpé, Abidjã        |
| 20:00                   | Troost-Ekong 38' | Relatório | Kessié 62' · Haller 81' | Público: 57 094 Árbitro: MTN Dahane Beida |

## Artilheiros
atualizado em 11 de fevereiro de 2024.
5 gols
- EQG Emilio Nsue

4 gols
- ANG Gelson Dala
- EGY Mostafa Mohamed

3 gols
- ALG Baghdad Bounedjah
- ANG Mabululu
- BFA Bertrand Traoré
- MLI Lassine Sinayoko
- NGR Ademola Lookman
- NGA William Troost-Ekong

2 gols
- CPV Ryan Mendes
- COD Yoane Wissa
- GHA Jordan Ayew
- GHA Mohammed Kudus
- GUI Mohamed Bayo
- RSA Evidence Makgopa
- RSA Themba Zwane
- SEN Habib Diallo
- SEN Lamine Camara
- CIV Franck Kessié
- CIV Sébastien Haller

1 gol
- ANG Gilberto
- ANG Zini
- BFA Mohamed Konate
- CIV Simon Adingra
- CIV Osmar Diakité
- CIV Seko Fofana
- CIV Jean-Philippe Krasso
- CMR Christopher Wooh
- CMR Frank Magri
- CMR Karl Toko Ekambi
- CMR Jean-Charles Castelletto
- COD Arthur Masuaku
- COD Chancel Mbemba
- COD Meschack Elia
- COD Silas Katompa Mvumpa
- CPV Bebé
- CPV Bryan Silva Teixeira
- CPV Garry Rodrigues
- CPV Gilson Tavares
- CPV Jamiro Monteiro
- CPV Kevin Pina
- EGY Mohamed Salah
- EGY Mostafa Mohamed
- EQG Iban Salvador
- EQG Jannick Buyla
- EQG Josete Miranda
- EQG Pablo Ganet
- GAM Ablie Jallow
- GAM Ebrima Colley
- GHA Alexander Djiku
- GNB Zé Turbo
- GUI Aguibou Camara
- MAR Achraf Hakimi
- MAR Hakim Ziyech
- MAR Romain Saïss
- MAR Azzedine Ounahi
- MAR Youssef En-Nesyri
- MLI Hamari Traoré
- MLI Nene Dorgeles
- MTN Aboubakary Koita
- MTN Mohamed Dellahi Yali
- MTN Sidi Amar Bouna
- MOZ Geny Catamo
- MOZ Clésio Baúque
- MOZ Reinildo Mandava
- MOZ Witi
- NAM Deon Hotto
- NGA Victor Osimhen
- RSA Percy Tau
- RSA Teboho Mokoena
- RSA Thapelo Maseko
- SEN Abdoulaye Seck
- SEN Iliman Ndiaye
- SEN Ismaïla Sarr
- SEN Pape Gueye
- SEN Sadio Mané
- TAN Simon Msuva
- TUN Hamza Rafia
- ZAM Kings Kangwa
- ZAM Patson Daka

1 gol contra
- BFA Edmond Tapsoba (1, contra  Mali)
- EQG Esteban Obiang (1, contra  Guiné-Bissau)
- GAM Jamez Gomez (1, contra  Camarões)
- GNB Opa Sangante (1, contra  Nigéria)